# بوب بروم
بوب بروم (بالإنجليزية: Bob Broome)‏ هو لاعب كرة قدم أمريكية أمريكي، ولد في 16 سبتمبر 1916 في غرينفيل في الولايات المتحدة، وتوفي في 19 يونيو 1959 في درم في الولايات المتحدة.